# William John McNaughton
William John McNaughton (ur. 7 grudnia 1926 w Lawrence, zm. 3 lutego 2020 w Methuen) – amerykański duchowny rzymskokatolicki posługujący w Korei Południowej, w latach 1962–2002 biskup Incheon.

## Życiorys
Święcenia kapłańskie przyjął 13 czerwca 1953. 6 czerwca 1961 został prekonizowany wikariuszem apostolskim Incheon ze stolicą tytularną Thuburbo Minus. Sakrę biskupią otrzymał 24 sierpnia 1961. 10 marca 1962 został mianowany biskupem diecezjalnym. 25 kwietnia 2002 przeszedł na emeryturę.